# Lucy Charles-Barclay
Lucy Charles-Barclay (15 de septiembre de 1993) es una deportista británica que compite en triatlón.
Ganó una medalla en el Campeonato Mundial de Triatlón de Larga Distancia de 2022. Además, obtuvo cinco medallas en el Campeonato Mundial de Ironman entre los años 2017 y 2023, y una medalla en el Campeonato Europeo de Ironman de 2017.
En Ironman 70.3 consiguió dos medallas en el Campeonato Mundial, en los años 2018 y 2021, y una medalla en el Campeonato Europeo de 2021.

## Palmarés internacional
| Campeonato Mundial | Campeonato Mundial   | Campeonato Mundial | Campeonato Mundial |
| Año                | Lugar                | Medalla            | Prueba             |
| ------------------ | -------------------- | ------------------ | ------------------ |
| 2022               | Šamorín (Eslovaquia) | Medalla de oro     | Individual         |

| Campeonato Mundial | Campeonato Mundial     | Campeonato Mundial | Campeonato Mundial |
| Año                | Lugar                  | Medalla            | Prueba             |
| ------------------ | ---------------------- | ------------------ | ------------------ |
| 2017               | Hawái (Estados Unidos) | Medalla de plata   | Individual         |
| 2018               | Hawái (Estados Unidos) | Medalla de plata   | Individual         |
| 2019               | Hawái (Estados Unidos) | Medalla de plata   | Individual         |
| 2022               | Hawái (Estados Unidos) | Medalla de plata   | Individual         |
| 2023               | Hawái (Estados Unidos) | Medalla de oro     | Individual         |
| Campeonato Europeo |                        |                    |                    |
| Año                | Lugar                  | Medalla            | Prueba             |
| 2017               | Fráncfort (Alemania)   | Medalla de plata   | Individual         |

| Campeonato Mundial | Campeonato Mundial             | Campeonato Mundial | Campeonato Mundial |
| Año                | Lugar                          | Medalla            | Prueba             |
| ------------------ | ------------------------------ | ------------------ | ------------------ |
| 2018               | Nelson Mandela Bay (Sudáfrica) | Medalla de plata   | Individual         |
| 2021               | St. George (Estados Unidos)    | Medalla de oro     | Individual         |
| Campeonato Europeo |                                |                    |                    |
| Año                | Lugar                          | Medalla            | Prueba             |
| 2021               | Elsinor (Dinamarca)            | Medalla de oro     | Individual         |